# The Romantics
The Romantics sono un gruppo musicale rock statunitense formatosi a Detroit, Michigan, nel 1977.
La band utilizzò questo nome, The Romantics, perché si formò il giorno di San Valentino 1977. Raggiungono una discreta popolarità negli Stati Uniti, Canada, parte dell'Asia, Australia, Europa e America Latina nella prima metà degli anni '80, soprattutto grazie al successo della famosa hit "What I Like About You".

## Formazione

### Formazione attuale
- Wally Palmar – voce, chitarra ritmica, armonica (1977–oggi)
- Mike Skill – basso (1982–oggi); chitarra solista (1977–1981)
- Coz Canler – chitarra solista (1981–oggi)
- Brad Elvis – batteria (2004–oggi)

### Ex componenti
- Clem Burke – batteria (1990–1996, 1997–2004)
- Jimmy Marinos – batteria (1977–early 1985, 1996–1997)
- David Petratos – batteria, voce (1985–1990)
- Rich Cole – basso (1977–1982)

## Discografia

### Album in studio
- The Romantics (1980)
- National Breakout (1981)
- Strictly Personal (1982)
- In Heat (1983)
- Rhythm Romance (1985)
- 61/49 (2003)

### EP
- Made In Detroit (1993)

### Live
- The King Biscuit Flower Hour Presents: The Romantics Live In Concert (1996)
- In Concert (1999)
- Hits You Remember: Live (2001)
- Extended Versions (2002)
- From the Front Row Live (2003)
- What I Like About You (2005)

### Raccolte
- What I Like About You (And Other Romantic Hits) (1990)
- Listen Now!	Breakout (1996)
- Super Hits (1998)
- The Romantics/Loverboy (2003)
- Visited by the 80s (2006)
- Strictly Personal/In Heat (2007)
- Romantics/National Breakout (2008)